# Patrick Cregg
Patrick Cregg (Dublino, 21 gennaio 1986) è un calciatore irlandese, centrocampista dello Shamrock Rovers.

## Carriera
Tra la stagione 2004-2005 e quella successiva fece parte delle giovanili dell'Arsenal.
Ha iniziato la carriera professionistica in prima squadra nel 2006 con il Falkirk, con cui ha collezionato oltre cento presenze in tre stagioni. In seguito ha giocato per Hibernian, Greenock Morton e St. Mirren, prima di trasferirsi in Inghilterra al Bury.
Dal 2012 al 2014 ha vestito la maglia dello St. Johnstone, per poi tornare in patria, firmando con lo Shamrock Rovers, con cui ha disputato numerosi incontri nella Premier Division irlandese.

## Palmarès

### Club

#### Competizioni nazionali
- Coppa di Scozia: 1

St. Johnstone: 2013-2014
INVINCIBLES TROPHY (ARSENAL)